# حسين أباد (فراشبند)
حسين أباد (بالفارسية: حسین‌آباد) هي قرية تقع في قسم آويز الريفي في إيران. يقدر عدد سكانها بـ 685 نسمة .